# Teplodar
Teplodar (ukrainisch und russisch Теплодар) ist eine Stadt in der südlichen Ukraine mit etwa 9000 Einwohnern.

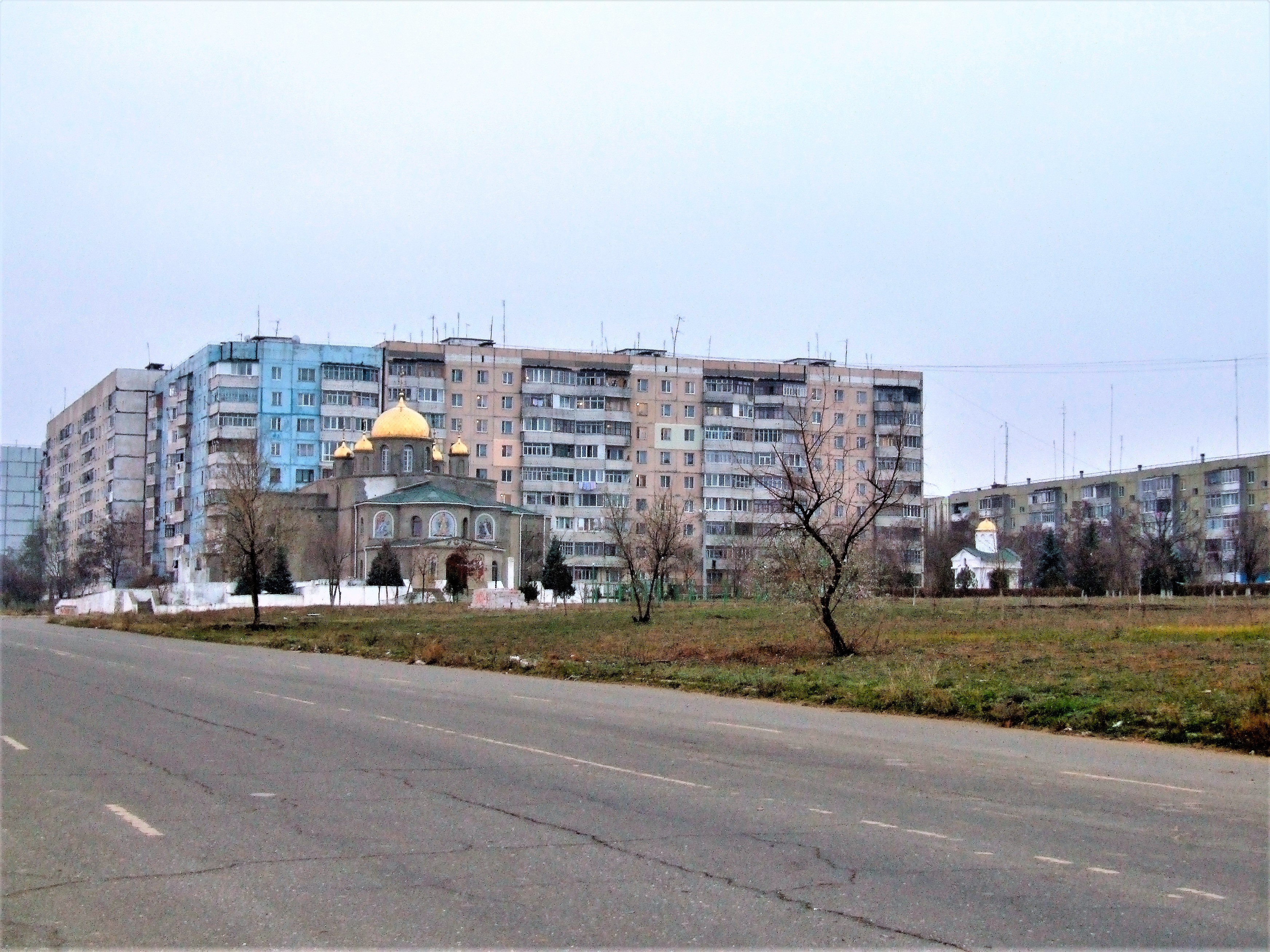
Typische Wohnhäuser und orthodoxe Kirche in der Stadt

Die Stadt liegt etwa 31 km westlich von Odessa nahe dem Baraboj-Stausee (Барабойське водосховище).
Die Ortschaft wurde 1979 bis 1986 erbaut, seit 1983 hatte sie den Status einer Siedlung. Am 1. Januar 1997 wurde ihr der Stadtstatus verliehen. Sie entstand als Wohnsiedlung für die zukünftigen Arbeiter des Kernkraftwerk Odessa, welches nahe der Stadt entstehen sollte. Nach der Katastrophe von Tschernobyl wurden die Arbeiten am Kraftwerk aber eingestellt und der Weiterbau der Wohnbauten gestoppt. Heute arbeiten die meisten Menschen im nahegelegenen Odessa.
Am 12. Juni 2020 wurde die Stadt zum Zentrum der neugegründeten Stadtgemeinde Teplodar (Теплодарська міська громада/Teplodarska miska hromada), bis dahin bildete sie die gleichnamige Stadtratsgemeinde Teplodar (Теплодарська міська рада/Teplodarska miska rada), welche direkt der Oblast unterstellt war und komplett vom Rajon Biljajiwka umschlossen war.
Seit dem 17. Juli 2020 ist sie ein Teil des Rajons Odessa.